# Splendor & Misery
Splendor & Misery (deutsch etwa „Prunk und Elend“) ist das zweite Studioalbum des kalifornischen experimentellen Hip-Hop-Trios clipping. Es erschien am 9. September 2016 bei Sub Pop. Das afrofuturistisch-dystopische Konzeptalbum erhielt 2017 eine Nominierung für den Hugo Award in der Kategorie „Best Dramatic Presentation (Short Form)“.

## Entstehung
Nach der Veröffentlichung ihres Label-Debüts CLPPNG im Jahr 2014 konzentrierten sich Daveed Diggs, William Hutson und Jonathan Snipes auf Soloprojekte. Während Diggs Erfolge als Musical-Darsteller in Hamilton feierte, erwarb sich Hutson mit einer Dissertation zum Thema Experimentalmusik einen Ph.D. Snipes wirkte unterdessen als Filmkomponist.
Auf Splendor & Misery versuchten die drei Freunde diese Erfahrungen mit ihrer gemeinsamen Liebe für das Science-Fiction-Genre zu verbinden. Der seit seiner Kindheit begeisterte Leser Hutson schrieb eine Kurzgeschichte mit der Idee eines alternativen Bürgerkriegsendes, die er im Weltraum ansiedelte. Diggs fasste die Handlung in Raptexte und erweiterte sie um eine Liebesgeschichte. Die Noise-Kulisse entstand größtenteils auf dem modularen Synthesizer in Snipes Studiokeller. Für drei Lieder holten sich Clipping gesangliche Unterstützung von der A-cappella-Gruppe Take 6, auf zwei weiteren Tracks sind der Sänger Paul Outlaw und die Electronic-Musikerin Maxi Wild zu hören.

“All three of us have consumed science fiction for our whole lives. When I was a child, reading Tolkien and things like that were always important. My mom read a lot of science fiction, and she would just pile stuff up for me (…) I became really obsessed around college with all that late-’60s, early-’70s New Wave of science fiction stuff. So I started to connect my own personal politics to the types of fantasy I was reading, the sort of left politics made into science fiction.”

„Wir haben alle drei unser Leben lang Science-Fiction konsumiert. Als Kind war es für mich immer wichtig, Tolkien und ähnliches zu lesen. Meine Mutter las eine Menge Science-Fiction und besorgte für mich Lesestoff (…) Auf dem College wurde ich verrückt nach den ganzen 60er-70er-New-Wave-Sachen. So begann ich, meine persönliche politische Einstellung mit der Art von Fantasy, die ich las, zu verbinden, jener Art linker Politik, die zu Science-Fiction verarbeitet wurde.“

## Handlung
Die durchgehende Handlung begleitet den Protagonisten – und hauptsächlichen Erzähler – Cargo #2331 auf einem interstellaren Raumfrachter. Im Intro (Long Way Away) schildert er sein Schicksal in der Abgeschiedenheit des Weltraums.
| I’ll follow the stars when the sun goes to bed Till everything I’ve ever known is long dead I can’t go back home ‘cause I want to be free Someone tell the others what’s become of me. | Ich folge den Sternen, wenn die Sonne zu Bett geht Bis alles, was ich jemals wusste, lange tot ist Ich kann nicht zurück nachhause, weil ich frei sein will Jemand erzähle den anderen, was aus mir geworden ist. |

Cargo #2331 ist einer von zahlreichen schwarzen Sklaven, die im Frachtraum des Schiffs festgehalten werden. Als er auszubrechen versucht, wird der Bordcomputer auf ihn aufmerksam und löst den Alarm aus (Track 2 – The Breach). Alle anderen Sklaven sterben bei den folgenden Ausschreitungen, nur #2331 überlebt und imponiert dem Computer damit so sehr, dass sich dieser in ihn verliebt und gegen Angreifer verteidigt (All Black). Während er die Kontrolle über das Schiff übernimmt, gibt der Entkommene einen Freestyle-Rap zum Besten. Ohne große Hoffnung, irgendwo anzukommen, versetzt er sich in den Hyperschlaf (Wake Up) und träumt von Negro Spirituals (Long Way Away, True Believer). Wieder aufgewacht, leidet #2331 zunehmend unter der Einsamkeit und zieht die Möglichkeit seines Todes in Betracht (Air ‘Em Out), denn auch der Bordcomputer hat aufgehört, mit ihm zu kommunizieren (Break the Glass). Er erkennt langsam, dass er sich durch das Nichts bewegt und versucht, den Hyperschlaf möglichst zu vermeiden (Baby Don’t Sleep). Schließlich erteilt er dem Computer die Erlaubnis, in den Hyperraum zu starten, um seine Qualen zu beenden (A Better Place).

## Titelliste
Alle Tracks wurden von William Hutson und Jonathan Snipes komponiert und von Daveed Diggs getextet.
1. Long Way Away (Intro) (feat. Paul Outlaw) – 1:05
2. The Breach – 0:56
3. All Black – 6:15
4. Interlude 01 (Freestyle) – 1:35
5. Wake Up – 2:05
6. Long Way Away (Alvin Chea, Claude McKnight, David Thomas & Dorian Holley) – 1:30
7. Interlude 02 (Numbers) (feat. Maxi Wild) – 1:04
8. True Believer (feat. Alvin Chea, Claude McKnight, David Thomas, Dorian Holley & Paul Outlaw) – 3:44
9. Long Way Away (Instrumental) – 0:51
10. Air ‘Em Out – 3:50
11. Interlude 03 (Freestyle) – 1:09
12. Break the Glass – 2:21
13. Story 5 (feat. Alvin Chea, Claude McKnight, David Thomas & Dorian Holley) – 3:04
14. Baby Don’t Sleep – 3:07
15. A Better Place – 4:25

## Covergestaltung
Das Albumcover wurde vom Künstler Jay Shaw umgesetzt und zeigt die Silhouette eines unbeschuhten Sklaven – wahrscheinlich des Protagonisten Cargo #2331 – im Raumanzug, die sich vor einer silbrig-grauen Dreiecksform abzeichnet. Laut William Hutson handelt es sich um eine Anspielung auf die Darstellung davongelaufener Sklaven in Zeitungsmeldungen und Gemälden, wie sie beispielsweise Jacob Lawrence in seiner Migration Series anfertigte.

## Rezeption
| Professionelle Bewertungen | Professionelle Bewertungen |
| Quelle                     | Bewertung                  |
| -------------------------- | -------------------------- |
| Durchschnittsbewertung     |                            |
| Metacritic                 | 76 %                       |
| Kritiken                   |                            |
| Allmusic                   | [ 6 ]                      |
| Clash                      | 8/10                       |
| Drowned in Sound           | 4/10                       |
| Musikexpress               | [ 9 ]                      |
| Pitchfork                  | 5.3/10                     |
| PopMatters                 | [ 11 ]                     |

Splendor & Misery erreichte Platz 46 der Top R&B/Hip-Hop Albums, für Baby Don’t Sleep, Air ‘Em Out und True Believer wurden auf dem YouTube-Kanal von Sub Pop jeweils Musikvideos veröffentlicht.
Das Album erhielt überwiegend positive Kritiken. Paul Simpson von Allmusic vergab 4,5 von 5 Sternen und bezeichnete Splendor & Misery als eines der eindrucksvollsten Alben des Jahres sowie einen großen Schritt vorwärts für die Band. Er empfand das Album insgesamt als ambitionierter als das Debütalbum CLPPNG und lobte neben dem experimentelleren Sounddesign und den weniger rhythmischen Beats vor allem die komplex-literarischen Raps. Außerdem zog er Vergleiche mit dem Werk von Drexciya und Octavia E. Butler. Trotz aller Dystopie sei eine unleugbare Hoffnung in der Erzählung präsent. Ähnlich urteilte der deutsche Musikexpress. Das Album sei eine „Suite geworden, in der Soundelemente aus Gegenwart (Maschinen-Beats mit spacigen Noise-Elementen) und Vergangenheit (Gospel) eine gemeinsame Form finden“. Anthony Fantano nannte die LP ein „straffes, gut geschriebenes und detailreiches Konzeptalbum“ und vergab 8 von 10 Punkten.
Mehan Jayasuriya von Pitchfork nahm das Album mit gemischten Gefühlen auf. Während er die unterschiedlichen Einflüsse aus Progressive Rock und P-Funk durchaus lobend erwähnte und Diggs schnellen Rapstil mit Busdriver und André 3000 verglich, vermisste er auf einem Großteil des Albums Persönlichkeit und Lockerheit. Vielen Songs fehle eine klar erkennbare Rhythmussektion, womit sie mehr wie Spoken Word wirkten. Gut platzierte Soundeffekte stünden über den Kompositionen. Als positive Ausnahmen nannte er All Black und Air ‘Em Out, die meisten Lieder würden sich jedoch auf die Erzählung verlassen, anstatt sie voranzubringen. „In seinem Streben nach konzeptueller Strenge“ vernachlässige das Album den Zuhörer musikalisch, so das Fazit des Kritikers, der sich den Stoff besser als Broadway-Musical vorstellen könne.
Im April 2017 wurde das Album für einen Hugo Award in der Kategorie „Best Dramatic Presentation (Short Form)“ nominiert. Damit war es seit 46 Jahren das erste musikalische Werk, das für einen der prestigeträchtigen Science-Fiction-Preise berücksichtigt wurde. 1971 war Paul Kantner mit Blows Against the Empire zuletzt dieses Kunststück gelungen.